# Canton de Soissons-1
Le canton de Soissons-1 est une circonscription électorale française du département de l'Aisne, créée par le décret du 21 février 2014 et entrant en vigueur lors des élections départementales de 2015.

## Histoire
Un nouveau découpage territorial de l'Aisne entre en vigueur en mars 2015, défini par le décret du 21 février 2014, en application des lois du 17 mai 2013 (loi organique 2013-402 et loi 2013-403). Les conseillers départementaux sont, à compter de ces élections, élus au scrutin majoritaire binominal mixte. Les électeurs de chaque canton élisent au Conseil départemental, nouvelle appellation du Conseil général, deux membres de sexe différent, qui se présentent en binôme de candidats. Les conseillers départementaux sont élus pour 6 ans au scrutin binominal majoritaire à deux tours, l'accès au second tour nécessitant 12,5 % des inscrits au premier tour. En outre la totalité des conseillers départementaux est renouvelée. Ce nouveau mode de scrutin nécessite un redécoupage des cantons dont le nombre est divisé par deux avec arrondi à l'unité impaire supérieure. Le nombre total de cantons d'un départements doit obligatoirement être impair. 
Dans l'Aisne, le nombre de cantons passe ainsi de 42 à 21. Le canton de Soissons-1 fait partie des huit nouveaux cantons du département, les treize autres cantons portant la dénomination d'un ancien canton, mais avec des limites territoriales différentes. Le nouveau canton reprend l'ensemble des limites du canton de Soissons-Nord avec la fraction cantonale non-modifiée de la ville de Soissons. Bagneux, Cuisy-en-Almont, Osly-Courtil, communes faisant partie du canton de Vic-sur-Aisne, sont adjointes au nouveau canton ainsi que la commune de Vregny de l'ancien canton de Vailly-sur-Aisne. Le bureau centralisateur est fixé à Soissons.

## Administration

### Représentation
| Période élective | Période élective | Mandat | Mandat   | Identité             | Nuance | Nuance | Qualité |
| ---------------- | ---------------- | ------ | -------- | -------------------- | ------ | ------ | --- |
| 2015             | 2021             | 2015   | 2021     | Françoise Champenois |        | UDI    | Ancien cadre Maire de Cuisy-en-Almont (2008 → ) Vice-présidente de la CA GrandSoissons Agglomération (2020 → ) |
| 2015             | 2021             | 2015   | 2021     | Pascal Tordeux       |        | UDI    | Photographe à Soissons, conseiller municipal (2020 → ) Vice-Président du conseil départemental de l'Aisne      |
| 2021             | 2028             | 2021   | en cours | Françoise Champenois |        | UDI    | Maire de Cuisy-en-Almont (2008 → ) Vice-présidente de la CA GrandSoissons Agglomération (2020 → )              |
| 2021             | 2028             | 2021   | en cours | Pascal Tordeux       |        | LREM   | Photographe, conseiller municipal de Soissons (2020 → ) 8ème Vice-président (Attractivité et Tourisme)         |

#### Élections de mars 2015
À l'issue du premier tour des élections départementales de 2015, trois binômes sont en ballottage : Emmanuel Chassagnoux et Véronique Hallez (FN, 42,12 %), Françoise Champenois et Pascal Tordeux (Union de la Droite, 28,98 %) et Jean-Pierre Corneille et Stéphanie Lebee-Delattre (Union de la Gauche, 28,9 %). Le taux de participation est de 49,47 % (7 902 votants sur 15 972 inscrits) contre 53,32 % au niveau départemental et 50,17 % au niveau national.
Au second tour, Françoise Champenois et Pascal Tordeux (Union de la Droite) sont élus Conseillers départementaux de l'Aisne avec 55,11 % des suffrages exprimés et un taux de participation de 50,83 % (4 101 voix pour 8 118 votants et 15 972 inscrits).
Pascal Tordeux a quitté l'UDI. Il est à LREM.

#### Élections de juin 2021
Le premier tour des élections départementales de 2021 est marqué par un très faible taux de participation (33,26 % au niveau national). Dans le canton de Soissons-1, ce taux de participation est de 30,62 % (4 946 votants sur 16 151 inscrits) contre 34,94 % au niveau départemental. À l'issue de ce premier tour, deux binômes sont en ballottage : Françoise Champenois et Pascal Tordeux (Union au centre et à droite, 45,75 %) et José Foulon et Andrée Lesguillier (RN, 33,42 %).
Le second tour des élections est marqué une nouvelle fois par une abstention massive équivalente au premier tour. Les taux de participation sont de 34,3 % au niveau national, 34,65 % dans le département et 31,17 % dans le canton de Soissons-1. Françoise Champenois et Pascal Tordeux (Union au centre et à droite) sont élus avec 64,67 % des suffrages exprimés (3 024 voix pour 5 036 votants et 16 154 inscrits),,.

## Composition
Le canton de Soissons-1 est composé de 14 communes entières et une fraction de la commune de Soissons.
| Nom                              | Code Insee | Intercommunalité               | Superficie (km2) | Population (dernière pop. légale)                | Densité (hab./km2) | Modifier                                    |
| -------------------------------- | ---------- | ------------------------------ | ---------------- | ------------------------------------------------ | ------------------ | ------------------------------------------- |
| Soissons (bureau centralisateur) | 02722      | CA GrandSoissons Agglomération | 12,32            | Fraction : 10 945 (2022) Commune : 28 667 (2022) | 2 327              | modifier les données · modifier les données |
| Bagneux                          | 02043      | CA GrandSoissons Agglomération | 2,21             | 62 (2022)                                        | 28                 | modifier les données · modifier les données |
| Chavigny                         | 02175      | CA GrandSoissons Agglomération | 5,28             | 159 (2022)                                       | 30                 | modifier les données · modifier les données |
| Crouy                            | 02243      | CA GrandSoissons Agglomération | 10,38            | 3 041 (2022)                                     | 293                | modifier les données · modifier les données |
| Cuffies                          | 02245      | CA GrandSoissons Agglomération | 5,02             | 1 760 (2022)                                     | 351                | modifier les données · modifier les données |
| Cuisy-en-Almont                  | 02253      | CA GrandSoissons Agglomération | 9,17             | 358 (2022)                                       | 39                 | modifier les données · modifier les données |
| Juvigny                          | 02398      | CA GrandSoissons Agglomération | 13,85            | 286 (2022)                                       | 21                 | modifier les données · modifier les données |
| Leury                            | 02424      | CA GrandSoissons Agglomération | 3,69             | 102 (2022)                                       | 28                 | modifier les données · modifier les données |
| Osly-Courtil                     | 02576      | CA GrandSoissons Agglomération | 5,23             | 325 (2022)                                       | 62                 | modifier les données · modifier les données |
| Pasly                            | 02593      | CA GrandSoissons Agglomération | 3,02             | 1 061 (2022)                                     | 351                | modifier les données · modifier les données |
| Pommiers                         | 02610      | CA GrandSoissons Agglomération | 6,69             | 738 (2022)                                       | 110                | modifier les données · modifier les données |
| Vauxrezis                        | 02767      | CA GrandSoissons Agglomération | 6,54             | 325 (2022)                                       | 50                 | modifier les données · modifier les données |
| Venizel                          | 02780      | CA GrandSoissons Agglomération | 3,71             | 1 333 (2022)                                     | 359                | modifier les données · modifier les données |
| Villeneuve-Saint-Germain         | 02805      | CA GrandSoissons Agglomération | 4,54             | 2 585 (2022)                                     | 569                | modifier les données · modifier les données |
| Vregny                           | 02828      | CA GrandSoissons Agglomération | 4,50             | 90 (2022)                                        | 20                 | modifier les données · modifier les données |
| Canton de Soissons-1             | 0216       |                                | 89,30            | 23 170 (2022)                                    | 259                | modifier les données                        |

Le canton comprend en outre la partie de la commune de Soissons située au nord d'une ligne définie par l'axe des voies et limites suivantes : depuis la limite territoriale de la commune de Pommiers, avenue de Compiègne, rue Saint-Christophe, rue du Collège, rue Saint-Quentin, cours de l'Aisne, jusqu'à la limite territoriale de la commune de Villeneuve-Saint-Germain.

## Démographie
En 2022, le canton comptait 23 170 habitants, en évolution de +0,68 % par rapport à 2016 (Aisne : −1,97 %, France hors Mayotte : +2,11 %).
| 2013   | 2018   | 2022   |
| ------ | ------ | ------ |
| 23 043 | 23 045 | 23 170 |